# أندرو نوبل
أندرو نوبل (بالإنجليزية: Andrew Noble)‏ هو متزحلق جبال الألب بريطاني، ولد في 10 مارس 1984 في إدنبرة في المملكة المتحدة.

## وصلات خارجية
- أندرو نوبل على موقع الاتحاد الدولي للتزلج (التزلج على المنحدرات الثلجية) (الإنجليزية)
- أندرو نوبل على موقع اللجنة الأولمبية الدولية (الإنجليزية)
- أندرو نوبل على موقع أوليمبيديا (الإنجليزية)
- أندرو نوبل على موقع اللجنة الأولمبية البريطانية (الإنجليزية)